# شراء العروس
شِراء العَروس (بالإنجليزية: Bride buying)‏ هي الصناعة أو التجارة مِن «شراءالعروس» لِتُصبح مُلكية. وفي بعض الأحيان كممتلكات يُمكن إعادة بيعها أو شراؤها لإعادة بيعها. يتم شِراء العروس أو بَيعها مِن قِبل بائِعات ومُشتريات العروس في أجزاء من دول مثل الهند والصين وغيرها. توصف هذه الممارسة بأنّها شكل من أشكال «زواج المتعة» وهي غير قانونية في العديد من دول العالم.

## الهند
يُعتبر شِراء العروس مِنَ المُمارساتِ القَديمة في العَديد من المَناطق في الهند. وهو أمرٌ شائع في ولايات الهند مثلَ هاريانا، جهارخاند، والبنجاب. ووفقاً لشبكة CNN-IBN، فإن النِّساء يتم «شرائُهن وبيعهن وتهريبهن واغتصابهن وتزويجهن دونَ موافقة» في بعض أجزاء الهند. عادًة ما يتم الاستعانة بِمصادر خارجية لِشراء العروس من بيهار، وآسام، والبنغال الغربية. سِعر العروس (المعروف محليًا باروس في جهارخاند)، إذا تم شراؤها من البائعين، قد يكلف ما بين 4000 و30000 روبية هندية، أي ما يعادل 88 دولارًا أمريكيًا إلى 660 دولارًا أمريكيًا. ويدفع عادةً والدا العروسين ما متوسطه 500 إلى 1000 روبية هندية(حوالي 11 دولارًا أمريكيًا إلى 22 دولارًا أمريكيًا). الحاجة إلى شراء العروس هي بسبب انخفاض نِسبة الإناث إلى الذكور. وينجم هذا المعدل المُنخفض بدوره عن تفضيل معظم الآباء والأمهات الهنود أن يكون لديهم أبناء بدلاً من البنات. في عام 2006، وفقًا لبي بي سي نيوز، كان هناك حوالي 861 امرأة مقابل كل 1000 رجل في هاريانا. وكانت النسبة الوطنية في الهند ككل 927 امرأة لكل 1000 رجل. لا يتم شراء النساء فقط كزوجات ولكن أيضًا للعمل كعامِلات في المزارع أو المنازل. وتصبح معظم النساء «عبيد جنس» أو عمال سُخرة يعاد بيعهن فيما بعد إلى تجار البشر لتحمل التكلفة.
وفقًا للكاتب البنجابي كيربال كازاك، بدأ بيع العروس في جهارخاند بَعد وصول راجبوت. حيث تُزَين القَبيلة النساء للبيع مع الحلي. انخفضت ممارسة بيع النساء كعروس بعد الثورة الخضراء في الهند، و «انتشار معرفة القراءة والكتابة»، وتحسين نسبة الذكور والإناث منذ عام 1911. ومع ذلك، انخفضت النسبة في عام 2001. أصبح الشراء يقتصر على القطاعات الفقيرة في المجتمع مثل المزارعين، والطبقات المجدولة، والقبائل. في الأسر الفقيرة يتزوج ابن واحد فقط بسبب الفقر و «تجنبًا لتقسيم الممتلكات».

## الصين
شراء العروس هو أيضًا تقليد قديم في الصين. هذه الممارسة تم ختمها من قبل الحزب الشيوعي الصيني. ومع ذلك، فإن الممارسة الحديثة "غير عادية في القرى الريفية"؛ والمعروف أيضًا باسم "الزواج المرتزقة". وفقا لدينغ لو من منظمة الاتحاد النسائي لعموم الصين، وهي منظمة غير حكومية، فقد عادت هذه الممارسة إلى الظهور بسبب الاقتصاد الصيني المتزايد. من عام 1991 إلى عام 1996، أنقذت الشرطة الصينية ما يزيد عن 88,000 امرأة وطفل تم بيعهما في الزواج والرق، وزعمت الحكومة الصينية أنه تم ضبط وملاحقة 143,000 متجرًا. ذكر بعض جماعات حقوق الإنسان أن الأرقام غير صحيحة وأن العدد الحقيقي للنساء المختطفات أعلى. وأفاد "باي فانغ" و "مارك ليونغ" في "يو إس نيوز آند وورد ريبورت" أن "الحكومة ترى أن التجارة في الزوجات هي مشكلة مُخجلة، ولم تبدأ إلا في السنوات الأخيرة في تقديم أي إحصائيات، وهي تحاول أن تركز على النساء اللاتي لديهن 
تشمل الأسباب كما ذكرت سابقًا: الفقر ونقص العرائس في المناطق الريفية (تذهب النساء الريفيات إلى المدن للعمل). بينما تغادر النساء المناطق الريفية للعثور على عمل في المدن، فإنهن يُعتبرن أكثر عرضة للتعرض «للخداع أو الإجبار على أن يصبحن مُشابهات للرجال». ويعزى نقص العرائس بدورها إلى سياسة الطفل الواحد في 1979 في الصين. قدرت الأكاديمية الصينية للعلوم الاجتماعية أنه في عام 1998 كان هناك 120 رجلاً لكل 100 امرأة، مع وجود خلل في المناطق الريفية يبلغ حوالي 130 ذكر لكل 100 أنثى. الزيادة في تكلفة المهر هي أيضًا أحد العوامل التي تساهم في دفع الرجال إلى شراء النساء ليصبحن زوجات. تقول منظمة حقوق الإنسان في الصين أنه من الأسهل على الرجل أن يشتري زوجة من أحد التجّار مقابل 2000 إلى 4000 يوان من أن يدفع مهرًا تقليديًا، والذي يصل في الغالب إلى 10 آلاف يوان. بالنسبة إلى الموظف المتوسط في المناطق الحضرية، فإن بيع الزوجات هو خيار متاح بأسعار معقولة عندما يحصل العاملون في المدن الصينية في عام 1998 على حوالي 60 دولارًا في الشهر. يتم بيع عرائس للبيع من دول مثل بورما ولاوس وفيتنام وكوريا الشمالية.الخدعة الشائعة التي يستخدمها سماسرة العروس في الحصول على عرائس للبيع هي عرض وظيفة مثل المصانع وخطفها بدلاً من ذلك. يمكن لتجار العروس بيع امرأة شابة بسعر يتراوح من 250 إلى 800 دولار أمريكي. يذهب 50 دولارًا أمريكيًا إلى 100 دولار أمريكي من السعر الأصلي إلى الخاطفين الأساسيين بينما يذهب باقي الدخل إلى التجّار الذين يحضرون العروس إلى العميل الرئيسي.
النساء الصينيات اللواتي يتم شراؤهن كزوجات لهن أطفال أكثر عرضة للبقاء ضمن الزواج. ويعزو فانغ يوتشو من الاتحاد النسائي الصيني، "الإحساس القوي بالواجب" إلى النساء الصينيات، وفكرة أنه من المخجل ترك زوجهن. كما يعزو يوزهو أن بعض النساء قد يعتبرن الزواج القسري خيارًا أفضل لحياة الفقر والعمل الشاق الذي سيخضعن له عند عودتهن إلى المنزل أو فكرة أن بعض النساء قد لا يشعرن أنه بإمكانهن العثور على زوج آخر".

## الأدب
الأدب الذي يتناول بيع النساء كعروس يشمل ألقاب مثل نيامي من قبل الكاتب العربي مير داد مول دي تييفين (يعني «امرأة تم شراؤها» باللغة البنجابية)، Kudesan (يعني «امرأة من أرض أخرى» في البنجابية).

## في الثقافة الشعبية
البازار وهو فيلم هندي لعام 1982 من إخراج ساجار سارهادي، يدور حول موضوع شراء العروس للهنود المُغتربين في دول الخليج من حيدر أباد، الهند.

## قراءات إضافية
- غيتس، هيل. Buying brides in China - again
- جريج، وليم. "BUY A BRIDE"